# La Haciendita, Chiapas
La Haciendita är en ort i Mexiko.   Den ligger i kommunen Chiapa de Corzo och delstaten Chiapas, i den sydöstra delen av landet, 700 km öster om huvudstaden Mexico City. La Haciendita ligger 453 meter över havet och antalet invånare är 101.
Terrängen runt La Haciendita är varierad. Runt La Haciendita är det ganska tätbefolkat, med 58 invånare per kvadratkilometer. Närmaste större samhälle är Tuxtla Gutiérrez, 15,4 km nordväst om La Haciendita. Omgivningarna runt La Haciendita är en mosaik av jordbruksmark och naturlig växtlighet.